# E1
E1 je v telekomunikačních systémech používajících časový multiplex (TDM) označení pro přenosovou kapacitu s 32 duplexními kanály každý o rychlosti 64 kbit/s umožňující současný přenos 30 telefonních hovorů kódovaných PCM 8 kHz x 8 bitů (další jeden kanál se používá pro signalizaci a jeden pro synchronizaci). V ISDN to odpovídá Primary Rate Interface (PRI). V evropské plesiochronní digitální hierarchii (PDH) je E1 první řád (nejnižší rychlost). Slangový název pro E1 je dvoumegabit. Složení rámce a multirámce digitálních přenosových systémů 1. řádu popisuje doporučení CCITT (ITU-T) G.703, G.732 a další. V Severní Americe a Japonsku se pro obdobné účely používá Linka T1 s rychlostí 1,544 Mbit/s (pro 24 kanálů po 64 kbit/s).

## Struktura multirámce
Multirámec (MR) se skládá z 16 rámců, má jmenovitou délku 2 ms, opakovací kmitočet 500 Hz. Rámec má 32 timeslotů (TS0. až TS31.), má jmenovitou délku 125 μs, opakovací kmitočet 8 kHz. Každý TS se skládá z osmi symbolových intervalů (bitů) a TS má jmenovitou délkou 3.9 μs. Přenosová rychlost E1 je tedy 8 bit x 32 TS x 8000 Hz = 2048 kbit/s a proto běžné označení jako dvoumegabitová linka nebo zkráceně dvoumegabit. Jeden timeslot je schopen přenášet data rychlostí 64 kbit/s (8 bit x 8000 Hz). Pro přenos uživatelských dat je možné použít pouze 30 timeslotů, protože první timeslot (označovaný jako TS0) je použitý pro rámcovou synchronizaci a přenos služebních informací (alarm), dále pak 17. timeslot (TS16) je určen pro signalizaci.
| TS0 | TS1 | TS2 | ........................ | TS15 | TS16 | TS17 | ........................ | TS30 | TS31 |

Struktura nultého timeslotu je v následující tabulce:
Sudé - obsahují synchroskupinu
Liché - nez synchroskupiny
| timeslot TS0 | S1 | S2 | S3 | S4 | S5 | S6 | S7 | S8 |
| ------------ | -- | -- | -- | -- | -- | -- | -- | -- |
| sudé rámce   | X  | 0  | 0  | 1  | 1  | 0  | 1  | 1  |
| liché rámce  | X  | 1  | A  | N  | N  | N  | N  | N  |

- bit AF slouží pro indikaci alarmu ztráty rámcového souběhu,
- bit X slouží pro CRC-4,
- bity N jsou tzv. národní bity.

Struktura timeslot 16
| timeslot TS16 | S1 | S2 | S3 | S4 | S5 | S6 | S7 | S8 |
| ------------- | -- | -- | -- | -- | -- | -- | -- | -- |
|               | 0  | 0  | 0  | 0  | N  | An | N  | N  |

- bit An slouží pro indikaci alarmu ztráty multirámcového souběhu

Zjednodušeně lze vyjádřit TS0 pro jednotlivé rámce následující tabulkou:
| Rámec           | S1 | S2 | S3 | S4 | S5 | S6 | S7 | S8 |
| --------------- | -- | -- | -- | -- | -- | -- | -- | -- |
| R0, R2,..., R14 | X  | 0  | 0  | 1  | 1  | 0  | 1  | 1  |
| R1, R3,..., R15 | X  | 1  | Y  | Z  | U  | V1 | V2 | V3 |

Signál rámcové synchronizace má složení 0011011 a je umístěn v sudých rámcích na symbol. místech S2 - S8 nultého kanálového intervalu TS0. Synchroskupina 0011011 se označuje zkratkou FAS(Frame Alignment Signal), ostatní místa TS0 každého rámce NONFAS nebo FAS s pruhem. V lichých rámcích patří k rámcové synchronizaci symbol 1 na místě S2. Zmenšuje se tím pravděpodobnost náhodného napodobení rámcové synchronizace, protože se na místě S2 pravidelně střídá nula a jednička. Ztráta rámcového souběhu je vyhodnocena, jestliže přijímaná synchroskupina je přijata 3x za sebou s poruchou i jen v jednom bitu. K obnově rámcového souběhu dojde, jestliže byla přijata bezchybná synchroskupina v rámci n, v následujícím rámci n+1 synchroskupina chybí, v rámci n+2 je znovu přítomna bezchybná synchroskupina. Symbol označený X (symbolové místo S1 TS0 všech rámců ) představuje digitální kanál 8 kbit/s (opakovací kmitočet symbolového místa S1 a každého jiného symbolového místa) pro použití v mezinárodním spojení. Dnes je tato pozice využívána pro CRC-4 (Cyclic Redundancy Check). Symbol označený Y (S3 v lichých rámcích TS0) může být využit pro přenos havarijní signalizace ke vzdálené stanici. V bezporuchovém stavu má hodnotu log 0, při hlášení poruchy hodnotu log 1. Symboly Z, U, V1, V2, V3 (symbol. místa S4 - S8 TS0 lichých rámců) - každý z těchto symbolů představuje digitální kanál 4 kbit/s, použitelný podle CCITT v národních sítích. TS1 - TS15 a TS17 - TS31 jsou využity pro přenos tlf. kanálů TK1 až TK30.
| Rámec | Tlf.kanál | S1 | S2 | S3 | S4 | Tlf.kanál | S5 | S6 | S7 | S8 |
| ----- | --------- | -- | -- | -- | -- | --------- | -- | -- | -- | -- |
| R0    |           | 0  | 0  | 0  | 0  |           | x1 | y  | x2 | x3 |
| R1    | TK1       | a  | b  | c  | d  | TK16      | a  | b  | c  | d  |
| R2    | TK2       | a  | b  | c  | d  | TK17      | a  | b  | c  | d  |
| ..... | .....     |    |    |    |    | .....     |    |    |    |    |
| R15   | TK15      | a  | b  | c  | d  | TK30      | a  | b  | c  | d  |

TS16 je využit pro vytvoření signalizačních kanálů pro telefonní kanály TK1 -TK30. Multirámcová synchronizace má složení 0000 a umístění v R0, symbolová místa S1, S2, S3, S4 TS16. Synchroskupina 0000 se označuje zkratkou MFAS (Multiframe Alignment Signal) ostatní místa TS16 v R0 zkratkou NONMFAS nebo MFAS s pruhem. Signalizační kanály mají umístění S1 - S8 v TS16 v rámcích R1 - R15. Počet signalizačních kanálů je do čtyř pro každý telefonní kanál, označení signalizačních kanálů - a, b, c, d. Pro třicetikanálové systémy jsou užity pouze kanály a, b, symbol c má stálou hodnotu log 0, symbol d má stálou hodnotu log 1. Symboly označené x (místa S5, S7, S8 v TS16 rámce R0 představují digitální kanály s přenosovou rychlostí 500 bit/s, symbol y (místo S6) je použit pro poplachový signál ztráty MFAS, přenosovou rychlost má také 500 bit/s.
Kromě výše uvedené signalizace CAS (Channel Associated Signalling) existuje v digitálním spojování také centralizovaná signalizace CCS (Common Channel Signalling) s využitím signalizačního systému SS7. Pak lze pro přenos dat využít 31 kanálových intervalů.
Pro přenos hlasu můžeme v každém timeslotu přenášet přesně jeden hovor v digitální kvalitě PCM. Do celé linky se potom „vejde“ 30 hovorů a zbývající timeslot (obvykle šestnáctý) se použije pro signalizaci.Toho lze výhodně použít pro přenos ISDN přípojky typu PRI. Pokud se nepoužívá ISDN signalizace, je použita signalizace typu CAS, případně CCS7.
Aby bylo možné kombinovat přenos hlasu a dat, je potřeba použít multiplexor, který rozdělí E1 linku na dvě části. První obsahuje např. prvních čtrnáct kanálů pro hovory a jeden timeslot pro signalizaci a připojuje se k pobočkové ústředně (PBX). Druhá část používá zbylých 16 timeslotů o celkové rychlosti 1024 kbit/s a připojuje se třeba do routeru pro přístup do internetu. Poměr přidělených kanálů pro data a hlas lze samozřejmě měnit, toto byla modelová situace

## Řády PDH
| Signál | Rychlost       |
| ------ | -------------- |
| E0     | 64 kbit/s      |
| E1     | 2,048 Mbit/s   |
| E2     | 8,448 Mbit/s   |
| E3     | 34,368 Mbit/s  |
| E4     | 139,264 Mbit/s |

Pozn.: E2 se nepoužívá.